# Pohuleanka, Liubeșiv
Pohuleanka (în ucraineană Погулянка) este un sat în comuna Velîka Hlușa din raionul Liubeșiv, regiunea Volînia, Ucraina.

## Demografie
Componența lingvistică a localității Pohuleanka
     Ucraineană (99,83%)
     Alte limbi (0,17%)
Conform recensământului din 2001, majoritatea populației localității Pohuleanka era vorbitoare de ucraineană (99,83%), existând în minoritate și vorbitori de alte limbi.